# Andrea Mazzucchi
Andrea Mazzucchi (Roma, 19 marzo 1966) è un informatico e imprenditore italiano.

## Biografia
Tra i padri dei primi servizi per il collegamento ad Internet disponibili in Italia ha contribuito tanto allo sviluppo tecnico quanto a quello sociale e normativo della rete. Dopo un breve periodo in cui si occupa di supercalcolo nell'ambito del progetto APE100 presso l'INFN, dagli anni novanta concentra la sua attività in modo esclusivo verso la telematica.
All'inizio degli anni 90 con la sua collaborazione con Agorà Telematica nasce il primo collegamento ad Internet ad accesso pubblico in Italia. Il sistema diventa così accanto ad MC-link il primo ISP disponibile per il grande pubblico. A questi si affianca poco dopo Nexus, di cui è cofondatore con il fratello Daniele Mazzucchi. Per conto di Nexus realizza nel 1995 Istria On Line, il primo servizio Internet in assoluto in Croazia. Nexus è tra le altre cose il primo ISP italiano in assoluto ad essere basato esclusivamente su Linux e sistemi Open Source.
Tra il 1985 ed il 1998 fa parte del Forum di Coordinamento MAIL-ITA (poi ITA-PE), il primo organo di autogoverno della comunità Internet italiana, promosso da Blasco Bonito.
Seguendo l'evoluzione di tale organo è nel gruppo dei fondatori della Naming Authority Italiana di cui dirige per alcuni anni il Comitato Esecutivo.
Successivamente viene nominato membro della prima Commissione per le regole del Registro.it, l'organismo responsabile dell'assegnazione e della gestione dei domini Internet che terminano con il dominio di primo livello nazionale (ccTLD) italiano (il ".it"), presso l'Istituto di informatica e telematica del CNR di Pisa.
Oltre a far parte del gruppo che costituisce il capitolo italiano della ISOC, assieme a Giancarlo Livraghi e Giorgio Bertazzo costituisce ALCEI, inizialmente sotto gli auspici di Electronic Frontier Foundation, per diventare immediatamente dopo un'associazione autonoma, ma con questa ed altre simili associazioni coordinata.